# Marián Bezák
Marián Bezák (* 4. července 1958) je bývalý slovenský hokejista, útočník.

## Hokejová kariéra
V československé lize hrál za Slovan Bratislava CHZJD, Duklu Trenčín a Zetor Brno. Nastoupil ve 411 ligových utkáních, dal 98 gólů a měl 104 asistencí. Se Slovanem získal v roce 1979 mistrovský titul. Za reprezentaci Československa nastoupil v dubnu 1980 ve 4 utkáních. Reprezentoval Československo na mistrovství světa juniorů do 20 let v roce 1978, kde tým skončil na 4. místě a na mistrovství Evropy juniorů do 19 let v roce 1976, kde tým skončil na 4. místě. Kariéru končil v Rakousku, Nizozemí, Itálii a ve Finsku.

## Klubové statistiky
| Sezona    | Klub                    | Soutěž  | Základní část | Základní část | Základní část | Základní část | Základní část |
| Sezona    | Klub                    | Soutěž  | Z             | G             | A             | B             | TM            |
| --------- | ----------------------- | ------- | ------------- | ------------- | ------------- | ------------- | ------------- |
| 1975/1976 | Slovan Bratislava CHZJD | 1. liga | 7             | 0             | 1             | 1             | 4             |
| 1976/1977 | Slovan Bratislava CHZJD | 1. liga | 42            | 4             | 3             | 7             | 26            |
| 1977/1978 | Slovan Bratislava CHZJD | 1. liga | 44            | 11            | 6             | 17            | 32            |
| 1978/1979 | Slovan Bratislava CHZJD | 1. liga | 44            | 10            | 11            | 21            | 26            |
| 1979/1980 | Slovan Bratislava CHZJD | 1. liga | 39            | 13            | 16            | 29            | 31            |
| 1980/1981 | Slovan Bratislava CHZJD | 1. liga | 44            | 11            | 20            | 31            | 32            |
| 1981/1982 | Slovan Bratislava CHZJD | 2. liga | 43            | 22            | 31            | 53            | 30            |
| 1982/1983 | Slovan Bratislava CHZJD | 1. liga | 44            | 12            | 8             | 20            | 61            |
| 1983/1984 | Dukla Trenčín           | 1. liga | 38            | 6             | 11            | 17            | 20            |
| 1984/1985 | Slovan Bratislava CHZJD | 1. liga | 40            | 11            | 6             | 17            | 26            |
| 1985/1986 | Slovan Bratislava CHZJD | 1. liga | 42            | 14            | 7             | 21            | 28            |
| 1986/1987 | Slovan Bratislava CHZJD | 1. liga | 42            | 7             | 12            | 19            | 24            |
| 1987/1988 | Zetor Brno              | 1. liga | 34            | 3             | 7             | 10            | -             |